# 声学

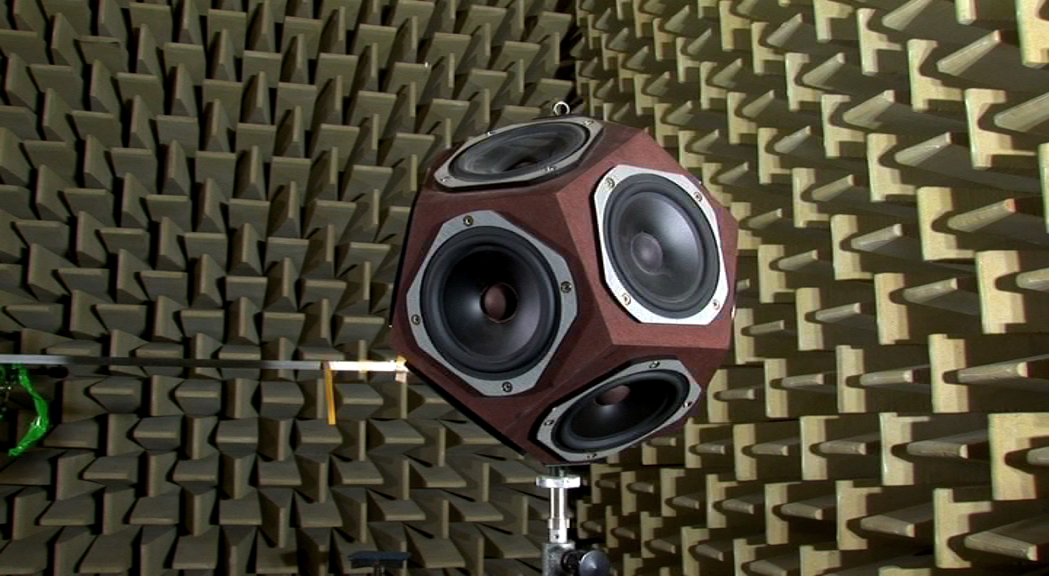
消音室中的人工全向声源

声学是物理学中波动学的一个领域，研究媒质中机械波，包括声波、超声波和次声波。研究课题包括声波的产生，接收，转换和声波的各种效应。同时声学测量技术是一种重要的测量技术，有着广泛的应用。

## 历史
中国商代（公元前17～12世纪）的编磬已有很接近自然律的乐律，比毕达哥拉斯利用弦提出自然律的乐律要早一千多年。

## 基本概念
声音是由物体振动产生的。声音的传播需要介质，它可在气体、液体和固体中传播，但真空不能传声。声音在不同物质中的传播速度也是不同的，一般在固体中传播的速度最快，液体次之，在气体中传播得最慢。并且，在气体中传播的速度还与气体的温度和压强有关。正常情況下，聲速約等於331+0.6*攝氏溫度 m/s，室溫15攝氏度時聲速約340 m/s，常溫（15攝氏度）時聲速約340米/秒。
一般而言，波長越長之聲音可以傳得越遠，但容易因散射而失真。相反地波長短的聲音雖然能量衰減快但不易散射，能夠直線傳遞聲音。
有规律的声音叫乐音，没有规律的声音叫噪音。
响度、音调和音色是决定乐音特征的三个因素。
- 响度。物理学中把人耳能感觉到的声音的强弱称为响度。声音的响度大小一般与声源振动的幅度有关，振动幅度越大，响度越大。分贝（dB）则常用来表示声音的强弱。
- 音调。物理学中把声音的高、低称为音调。声音的音调高低一般与发生体振动快慢有关，物体振动频率越大，音调就越高。
- 音色。音色又叫音品，它反映了声音的品质和特色。不同物体发出的声音，其音色是不同的，因此我们才能分辨不同人讲话的声音、不同乐器演奏的声音等。

另外，有许多声音是正常人的耳朵听不到的。因为声波的频率范围很宽，由10-4Hz到1012Hz，但正常人的耳朵在80分貝（dB）之下只能听到20Hz到20000Hz之间的声音。通常把高于20000Hz的声音称为超声波，低于20Hz的声音称为次声波，在20Hz到20000Hz之间的声音称为可闻声。
一般來說正常人說話時，頻率通常落在150~2000HZ之間。而人耳對於約3000HZ的聲音最為敏感（由於人耳~2.7cm=波長/4）。
而音樂中所謂的音階，每差一個音階其頻率就差了兩倍（中音Do約262HZ，是低音Do之131HZ的兩倍）。在各自音階中每半音頻率會增加21/12倍（約1.0595倍）。

## 声学分支
- 依据研究方法可分为：
  - 物理声学（波动声学）研究声学的最基本问题，包括非线性声学量子声学等方面。
  - 几何声学（射线声学）
  - 统计声学
- 依据研究对象可分为：
  - 电声学
  - 次声学
  - 超声学，应用如超声检测、评价和成像。
  - 噪声学
  - 量子声学，一般情况下，当频率高到109赫以上量子行为即显示出来。
  - 非线性声学，振幅大的声波有非线性现象。
- 依据应用范围：
  - 大气声学
  - 地壳中的声波地震学
  - 水声学研究声在海洋中的传播和应用，如声遥感。
  - 生物声学（医疗声学）
  - 语言声学
  - 心理声学

## 延伸閱讀
- Mason W.P., Thurston R.N. Physical Acoustics (1981)

- Benade, Arthur H. . New York: Oxford University Press. 1976. OCLC 2270137.
- M. Crocker (editor),  1994.  Encyclopedia of Acoustics (Interscience).
- Farina, Angelo; Tronchin, Lamberto (2004). Advanced techniques for measuring and reproducing spatial sound properties of auditoria. Proc. of International Symposium on Room Acoustics Design and Science (RADS), 11–13 April 2004, Kyoto, Japan. Article
- L. E. Kinsler, A. R. Frey, A. B. Coppens, and J. V. Sanders, 1999. Fundamentals of Acoustics, fourth edition (Wiley).
- Philip M. Morse and K. Uno Ingard, 1986.  Theoretical Acoustics (Princeton University Press).  ISBN 978-0-691-08425-1
- Allan D. Pierce, 1989.  Acoustics:  An Introduction to its Physical Principles and Applications (Acoustical Society of America).   ISBN 978-0-88318-612-1
- Pompoli, Roberto; Prodi, Nicola. . Journal of Sound and Vibration. April 2000, 232 (1): 281–301. doi:10.1006/jsvi.1999.2821.
- D. R. Raichel, 2006.  The Science and Applications of Acoustics, second edition (Springer).  eISBN  0-387-30089-9
- Rayleigh, J. W. S. . New York: Dover. 1894. ISBN 0-8446-3028-4.
- E. Skudrzyk, 1971.  The Foundations of Acoustics: Basic Mathematics and Basic Acoustics (Springer).
- Stephens, R. W. B.; Bate, A. E.  2nd. London: Edward Arnold. 1966.
- Wilson, Charles E.  Revised. Malabar, FL: Krieger Publishing Company. 2006. ISBN 1-57524-237-0. OCLC 59223706.
- Falkovich, G. . Cambridge University Press. 2011  [2013-12-25]. ISBN 978-1-107-00575-4. （原始内容存档于2012-01-20）.

## 外部連結
- Acoustical Society of America （页面存档备份，存于）
- Institute of Acoustic in UK （页面存档备份，存于）
- National Council of Acoustical Consultants （页面存档备份，存于）
- Institute of Noise Control Engineers （页面存档备份，存于）